# Lijst van landen waar Arabisch een officiële taal is

Landen met Arabisch als officiële taal.

Dit is een lijst van landen waar Arabisch een officiële taal is.

## Landen
- Algerije
- Bahrein
- Comoren
- Djibouti
- Egypte
- Eritrea
- Irak
- Jemen
- Jordanië
- Koeweit
- Libanon
- Libië
- Marokko
- Mauritanië
- Oman
- Palestina
- Qatar
- Saoedi-Arabië
- Soedan
- Somalië
- Syrië
- Tsjaad
- Tunesië
- Verenigde Arabische Emiraten